# Živojin Pavlović Žikišon
Živojin Pavlović Žikišon (?, 1885 — Paraćin, 1950) bio je satiričar, karikaturista, urednik, izdavač i štampar. Pokretač je, saradnik i urednik više listova za humor i satiru između dva rata u Srbiji. Stradao je i bio zatvoren od komunističkog režima 1949. godine. Posle te torture i zaplenjene imovine, ubrzo je 1950. godine preminuo.
U Paraćinu je, po drugi put, održana "Satirična pozornica/radionica Žikišon" 13. decembra 2006. godine u Kulturnom centru Paraćin, u znak sećanja na Živojina Pavlovića. Takođe je održana i prva satirična radionica, međunarodna izložba karikature i kratkog stripa na kojoj su zastupljeni autori, satiričari iz Srbije i zemalja bivše Jugoslavije, kao i dijaspore.
Uređivao je list Spadalo.

## Spoljašnje veze
- http://www.zikison.net